# Beitar Nordia Jerusalem
El Agudat Sport Nordia Jerusalén (en hebreo: אגודת ספורט נורדיה ירושלים‎), también conocido como Beitar Nordia Jerusalem es un club de fútbol de Israel, de la ciudad de Jerusalén. Fue fundado en 2014 por aficionados y directivos del Beitar Jerusalén, quienes estaban inconformes por la forma como era manejado el club y por el radicalismo de La Familia, la barra brava del Beitar Jerusalem. Juega en la Liga Alef.

## Historia
El Beitar Jerusalén, club del que surge éste, se fundó en 1936 y a partir de la década de los setenta se convirtió en uno de los clubes más potentes del fútbol israelí. Además de jugar casi siempre en la primera división, ganó seis ligas y siete copas del país además de otros trofeos menores.
El grupo de aficionados ultranacionalistas apodados La Familia, descendientes de Mizrahi del éxodo judío de países árabes y musulmanes, se hicieron mayoría y muestran tanto en las gradas como en la directiva puntos de vista racistas. Como resultado de este manejo, en 2014 algunos de los accionistas del club se retiraron del mismo para conformar el Beitar Nordia Jerusalem. El club se llamó así en honor al líder sionista Max Nordau. Además de ponerle el nombre que ya usó el Beitar Jerusalen entre 1947 y 1948.
En agosto de 2014, el club se registró en la IFA. Sin embargo, se le prohibió usar la denominación Beitar en su nombre, ya que no estaba afiliado a dicha asociación deportiva. El club, por lo tanto, se decidió por el nombre "Agudat Sport Nordia Jerusalem", y se registró en la división Central de la Liga Gimel Centro, quinta división más importante del país.
El 17 de octubre de 2014, el club jugó su primer partido oficial, venciendo a Maccabi Kiryat Ekron por 2–1 en la liga. En su primera temporada, el equipo terminó en tercer lugar.
Antes de la temporada 2015/2016, el grupo se embarcó en una exitosa campaña de crowdfunding y el 18 de marzo de 2016, el equipo derrotó al Hapoel Bat Yam 1-7 con lo que se aseguró el título de la liga y el consecuente ascenso.[cita requerida]
La temporada siguiente temporada volvió a conseguir el título de la Liga Bet y el segundo ascenso consecutivo.[cita requerida]

## Palmarés
- Liga Gimel: 2015/16
- Liga Bet: 2016/17
- Copa de Israel Gimel: 2015/16